# Dean Fertita

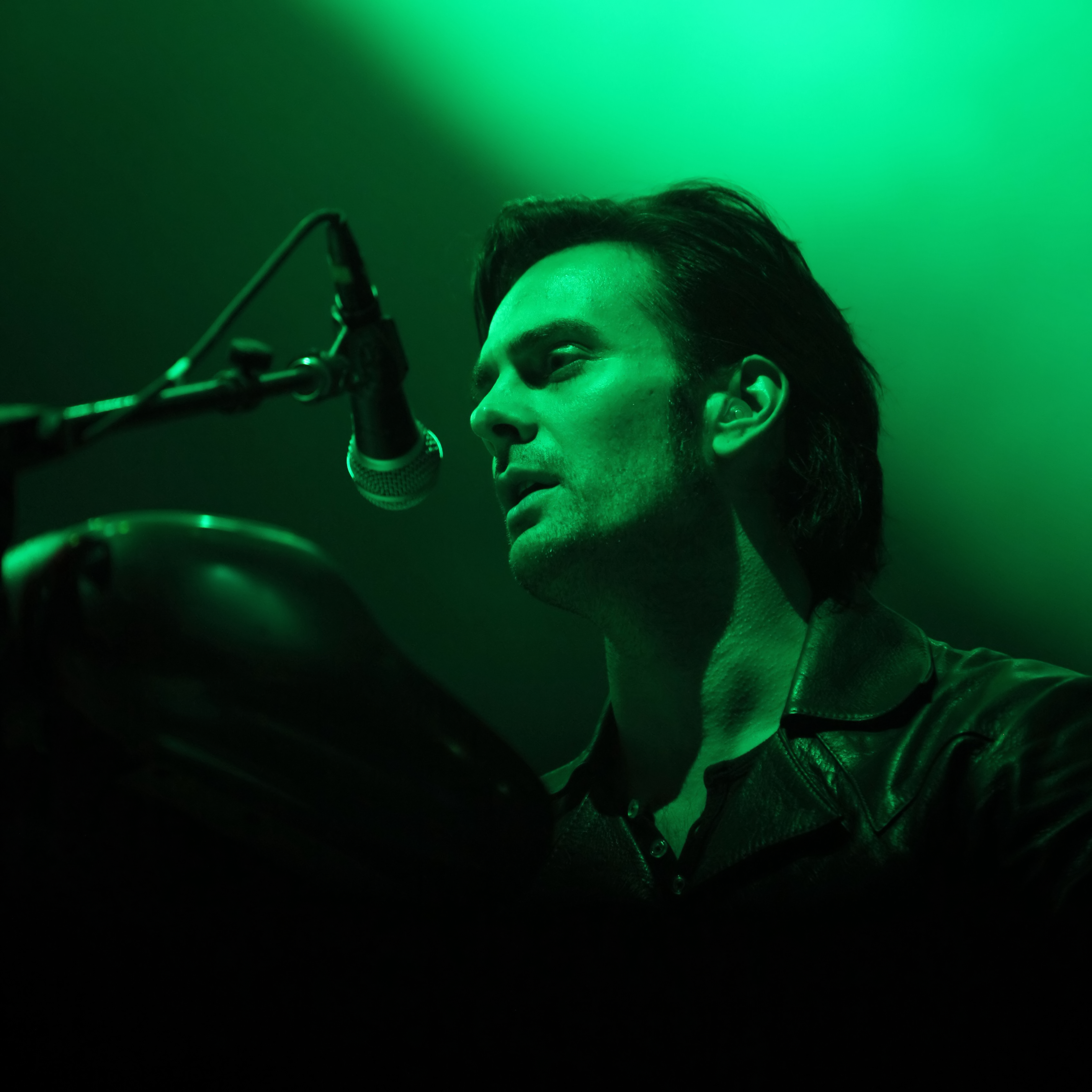
Dean Fertita (2011)

Dean Fertita (* 6. September 1970 in Royal Oak) ist ein US-amerikanischer Rockmusiker und Multiinstrumentalist.

## Karriere
Fertita gründete zusammen mit Kevin Peyok, James Edmunds und Dominic Romano die Band The Waxwings. Bis 2004 veröffentlichten sie zusammen drei Studioalben. Seit einer Ankündigung eines vierten Albums 2005, haben sich sämtliche Mitglieder anderen Projekten gewidmet und keine weitere Informationen zum Verbleib der Band geäußert. Fertita stieg als Tour-Mitglied bei der Band The Raconteurs ein, schloss sich ebenfalls im Frühjahr 2007 den Queens of the Stone Age an und ist seit der Era-Vulgaris-Tour zum festen Mitglied avanciert. Bei Queens of the Stone Age spielt Fertita Keyboard, E-Gitarre und singt.
In einer Schaffenspause der Queens widmete sich Fertita seinem Soloprojekt namens Hello=Fire und veröffentlichte ein gleichnamiges Debütalbum, auf dem viele Gastmusiker zu hören sind. Ebenfalls im Jahr 2009 gründete Fertita zusammen mit Jack White, Alison Mosshart und Jack Lawrence die Band The Dead Weather. Außerdem vertrat er bei den Eagles of Death Metal den Bassisten Brian O’Connor live, nachdem bei diesem Krebs diagnostiziert wurde.
Ende 2015 arbeitete Fertita zusammen mit Queens-Kollegen Josh Homme sowie Arctic-Monkeys-Schlagzeuger Matt Helders an Iggy Pops neuem Studioalbum Post Pop Depression und spielt ebenso in dessen Live-Band mit.

## Bands
- The Waxwings (seit 1997)
- The Raconteurs (2006)
- Queens of the Stone Age (seit 2007)
- The Dead Weather (seit 2009)
- Hello=Fire (seit 2009)
- Eagles of Death Metal (2010)
- Iggy Pop (seit 2015)